# Rüd, Blass & Cie
Die Rüd, Blass & Cie AG mit Sitz in Zürich war eine Schweizer Privatbank. Ihre Kernaktivität umfasste die Vermögensverwaltung, das Private Banking sowie den  Wertschriftenhandel für private wie auch institutionelle Kunden. Die Rüd, Blass & Cie beschäftigte knapp 70 Mitarbeiter und verwaltete per Ende 2007 rund 8,6 Milliarden Schweizer Franken Kundenvermögen.

## Geschichte
Das Unternehmen wurde 1925 durch Emil Friedrich-Jezler als Bankhaus Friedrich gegründet und konzentrierte sich hauptsächlich auf den Wertschriftenhandel und die Vermögensverwaltung. 1958 wurde das Bankhaus durch Albert Rüd-Hofmann und Hans Mettler-Lavater übernommen. Diesen schloss sich 1961 Jürg Blass-Tschudi an, wodurch die Bank in Rüd, Blass & Cie umbenannt wurde. 1987 wurde das Unternehmen in eine Aktiengesellschaft umgewandelt.
1994 wurde die Rüd, Blass & Cie AG vom Schweizer Versicherungskonzern Zurich Financial Services übernommen. Im Zuge einer Konzentration auf das Versicherungsgeschäft verkaufte die Zurich Financial Services Anfang 2003 das Bankhaus an die Schweizer Tochtergesellschaft der Deutschen Bank. Im Zuge ihrer Neuausrichtung im Vermögensverwaltungs-Geschäft in der Schweiz entschied die Deutsche Bank, die Rüd, Blass & Cie AG auf Mitte 2009 aufzulösen und deren Aktivitäten vollständig in ihre bestehende Schweizer Tochtergesellschaft zu integrieren.